# Esmeral Tunçluer
Esmeral Özçelik Tunçluer (ur. 7 kwietnia 1980 w Ede) – turecka koszykarka,  występująca na pozycjach rozgrywającej lub rzucającej, posiadająca także holenderskie obywatelstwo, reprezentantka Turcji, olimpijka, po zakończeniu kariery zawodniczej trenerka koszykarska.

## Osiągnięcia
Na podstawie, o ile nie zaznaczono inaczej.

### Drużynowe
- Mistrzyni Turcji (2002, 2003, 2005, 2008–2013)[3][4][5][6][7][8]
- Wicemistrzyni:
  - Euroligi (2013)
  - Turcji (2007, 2014)[9][10][11]
- 4. miejsce w Eurolidze (2012)
- Zdobywczyni:
  - Pucharu Turcji (2001, 2003, 2008–2009)[3][4]
  - Superpucharu Turcji (2000–2003, 2006, 2007, 2010, 2012, 2013)[3][6][8][11]
- Finalistka:
  - Pucharu Turcji (2007, 2010, 2012–2014)[10][5][7][8][11]
  - Superpucharu Turcji (2008, 2009, 2011)[4][5][7]
- Uczestniczka międzynarodowych rozgrywek:
  - Euroligi (2001/2002, 2007–2014)
  - EuroCup (2005–2007)
  - Pucharu Ronchetti (1998–2001)

### Indywidualne
(* – nagrody przyznane przez portal eurobasket.com)
- Zaliczona do*:
  - I składu zawodniczek krajowych ligi tureckiej (2009)[4]
  - II składu ligi tureckiej (2009)[4]
- Uczestniczka meczu gwiazd ligi tureckiej (2006, 2009)[9][4]

### Reprezentacja

#### Seniorek
- Mistrzyni igrzysk śródziemnomorskich (2005)
- Brązowa medalistka mistrzostw Europy (2013)
- Uczestniczka:
  - igrzysk olimpijskich (2012 – 5. miejsce)[12][13]
  - mistrzostw:
    - świata (2014 – 4. miejsce)
    - Europy (2005 – 8. miejsce, 2007 – 9. miejsce, 2013)

  - kwalifikacji:
    - olimpijskich (2012 – 1. miejsce)
    - do Eurobasketu (2001, 2003, 2007, 2009, 2011)

#### Młodzieżowe
- Uczestniczka:
  - mistrzostw Europy:
    - U–20 (2000 – 4. miejsce)
    - U–18 (1998 – 9. miejsce)

  - kwalifikacji do Eurobasketu U–20 (2000)